# Audio Modem Riser

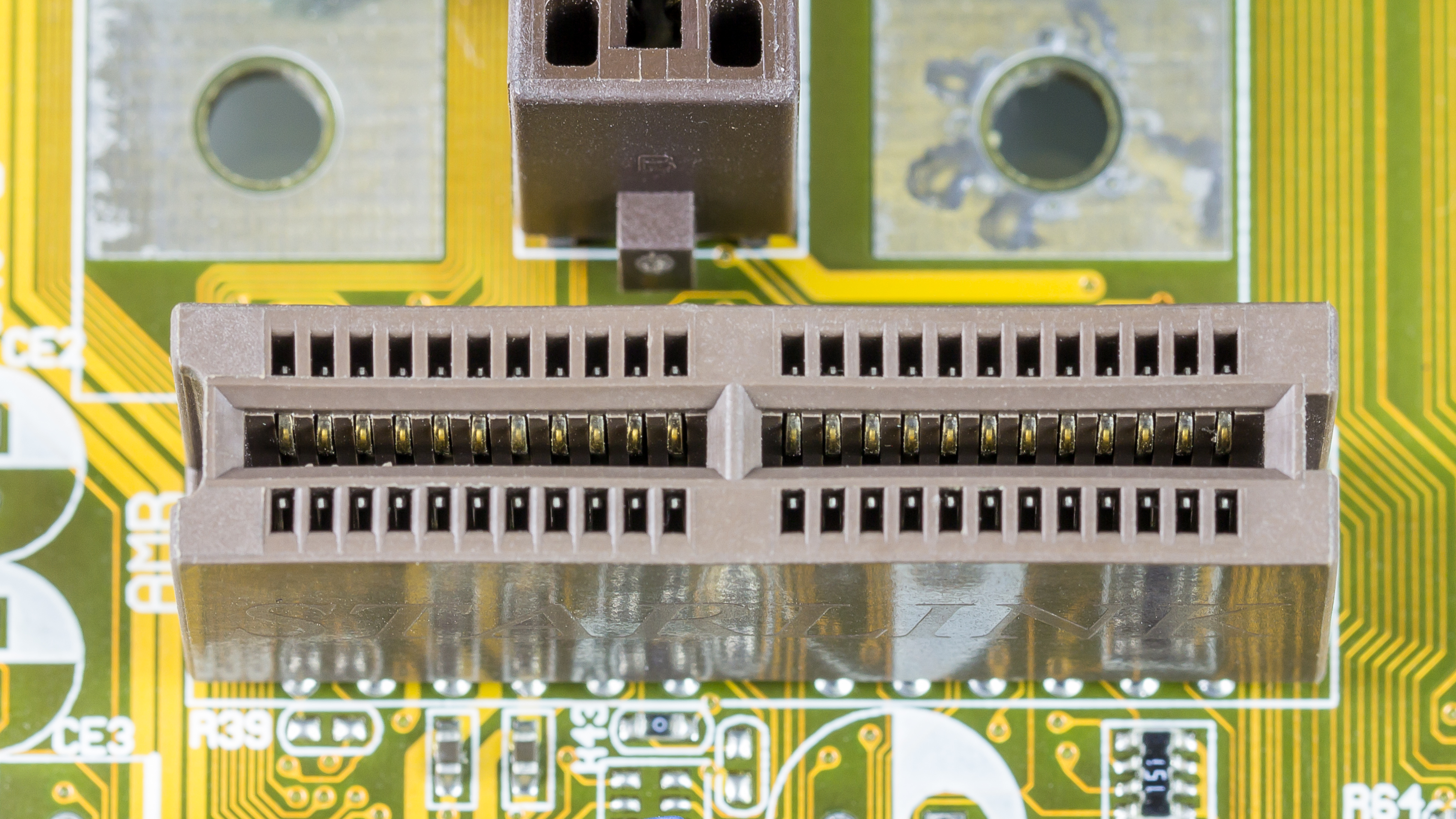
AMR-Slot auf einem Main- bzw. Motherboard

Audio Modem Riser (lateinisch.: audire > hören, Modem > modulieren/demodulieren; englisch: rise > Aufgang, Aufstieg) ist eine Schnittstelle auf der Hauptplatine mancher PCs für die kostengünstige Realisierung der Ein- und Ausgabe von Sprache und Sound und für die analoge Datenübertragung.
Um das Jahr 2000 entwickelte Intel auf der Idee, nur die nötigsten Funktionen analoger Ein- und Ausgaben mit Hardware umzusetzen, den Audio Codec 97. Die Entwickler gingen von der These aus, dass die damaligen und spätere Prozessoren ausreichende Leistungsreserven haben, einen Großteil der benötigten Berechnungen mit zu erledigen. Dazu spezifizierte Intel den AC97 und den AMR-Slot für die Ein- und Ausgabe der Audio- und Modemdaten.

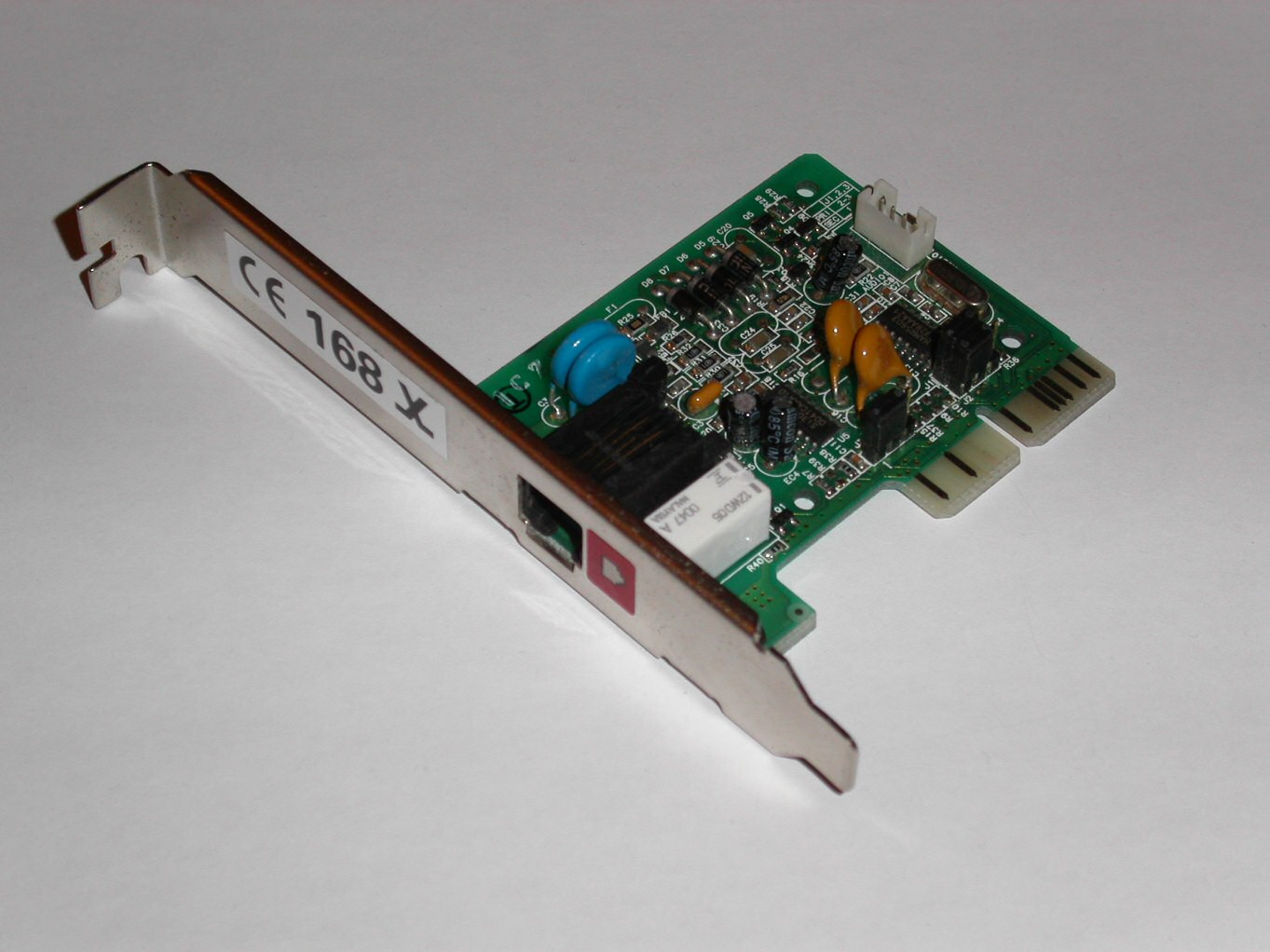
AMR-Modem aus einem Fujitsu Siemens T-Bird

Die Integration auf der Hauptplatine kann sehr unterschiedlich ausfallen. Bei einer der häufigsten Varianten befinden sich alle Komponenten für die Audioverarbeitung auf der Hauptplatine, der AC97-Controller, der primäre AC-97-Codec und die Steckverbindungen für entsprechende Peripheriegeräte. Für die Modemfunktion ist eine entsprechende Modem-Riser-Karte mit dem sekundären Modem-Codec wie auch dem Telefonstecker nötig. Boards mit geringerer Integration besitzen nur den AC97-Controller und den AMR-Slot. Sowohl für die Sound- als auch die Modemfunktion ist der AMR-Slot mit einer entsprechenden Erweiterungskarte zu bestücken. Dabei kann auf der Karte auch Modem- und Soundverarbeitung kombiniert sein. Es gibt auch Motherboards die keinen AMR-Slot haben, da alles schon auf der Platine integriert ist. Die Hersteller profitieren aber dennoch von den günstigen Standardchips für AC97.